# シロオビヒメヒカゲ

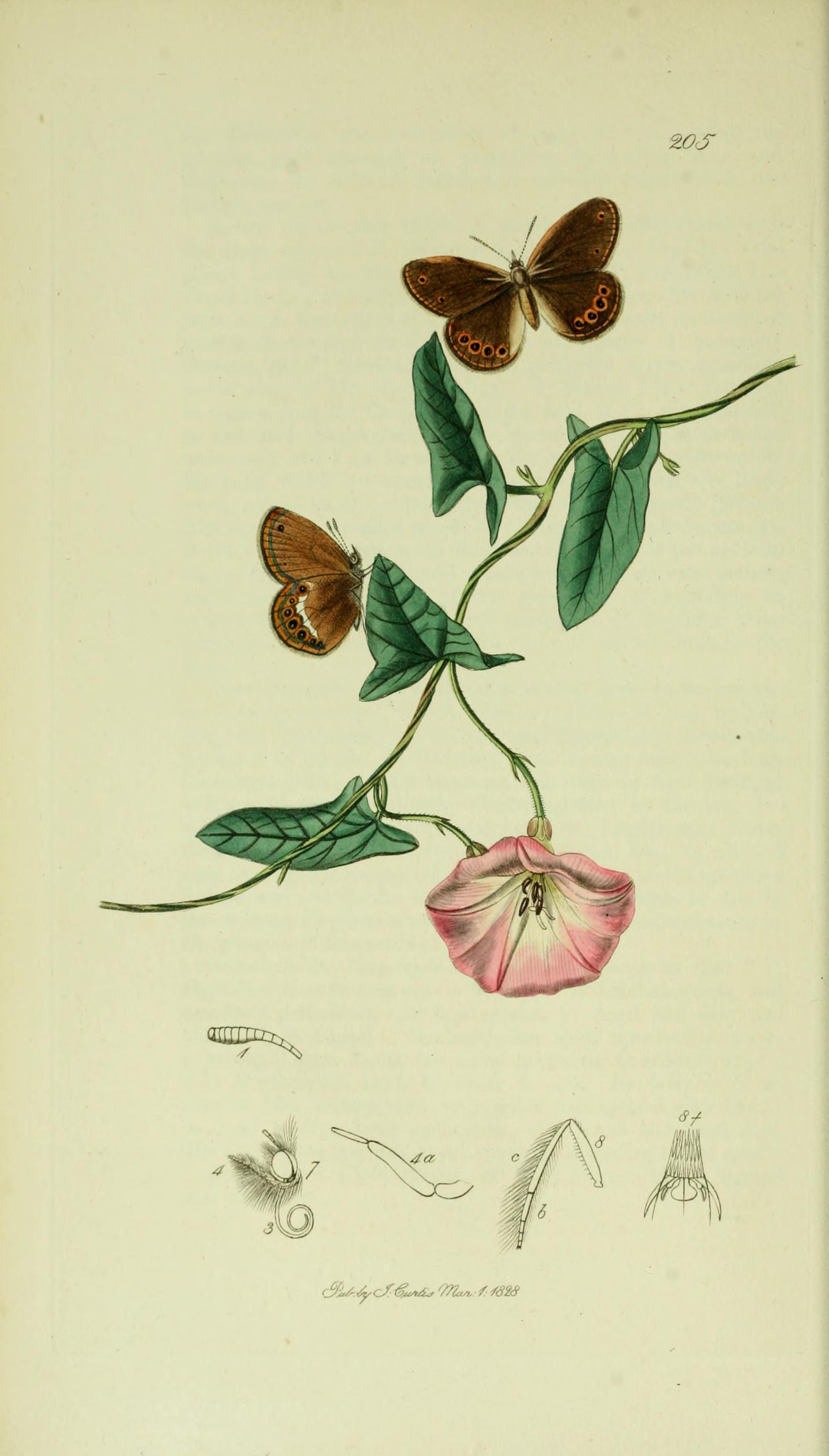
John Curtis's British Entomology Volume 5によるイラスト

シロオビヒメヒカゲ（白帯姫日陰、 Coenonympha hero）は、タテハチョウ科ジャノメチョウ亜科に属するチョウの一種。

## 概要
茶色地の翅裏に、和名となった由来の白帯が縦に通り、外縁に沿って6個の蛇の目模様が並ぶ。この蛇の目はジャノメチョウ類で一般的な金環ではなく、赤色の環である。北海道にのみ分布する蝶はこうした原色が入るものが多い。
複眼には毛が生えておらず、これは森林性ではなく草原性であることを意味する。林縁から道路沿い、河川敷などを緩やかに飛ぶ。ヒカゲの名とは裏腹に明るい時間帯に飛翔し、日が陰ると見られなくなる。
近縁種にヒメヒカゲがいる。こちらは内地にのみ生息し、斑紋はかなり異なる。またヒメヒカゲはほとんど花には来ないが、本種はよく花に集まり吸蜜する。
幼虫の食草はヒカゲスゲ・カミカワスゲなどのカヤツリグサ科植物。卵は食草あるいはその付近に独立して産みつけられる。年1化性で成虫は6月上旬から7月にかけて発生。越冬態は4齢幼虫。

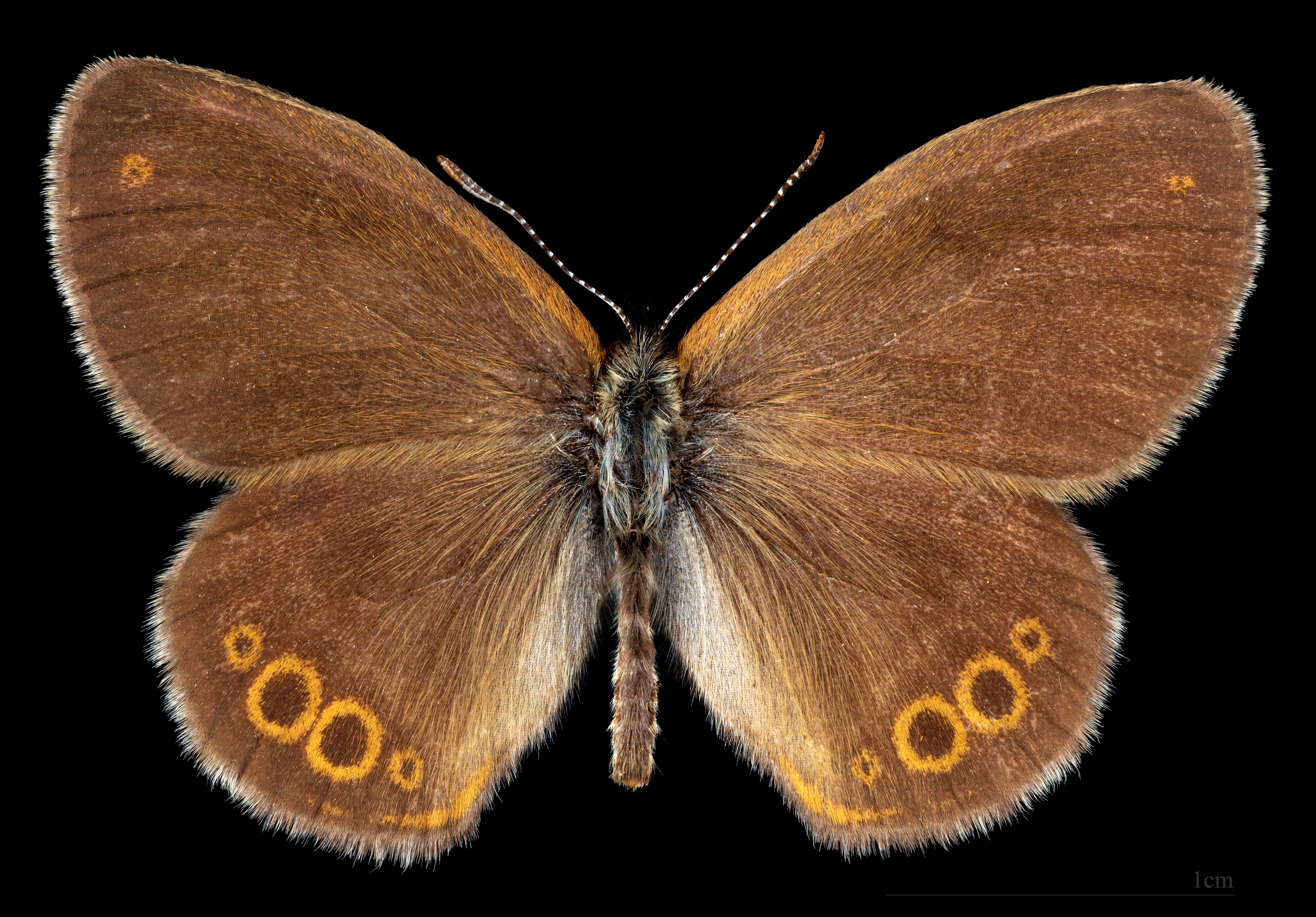
Coenonympha hero ♂
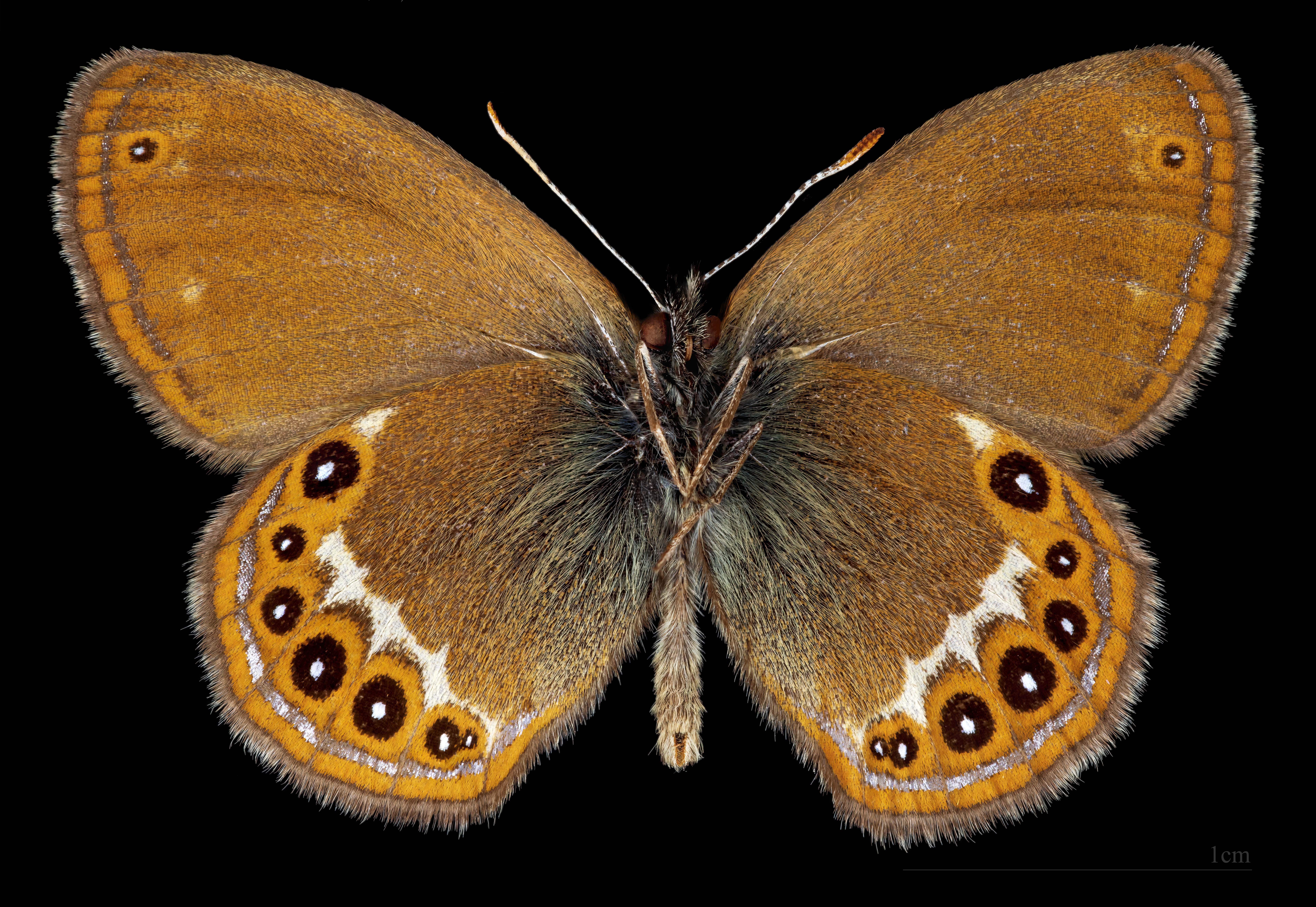
Coenonympha hero ♂△

## 分布
生息地は北海道中・東部で、局所的に分断されている。
国外ではユーラシア大陸。

## 保全状況評価
札幌周辺亜種C. h. neoperseis
- 準絶滅危惧（NT）（環境省レッドリスト）